# خرفار زخرفي
خرفار زخرفي (الاسم العلمي: Phalaris arundinacea var. picta) هو نوع نباتي يتبع جنس الخرفار من فصيلة النجيلية.

## الاسم العلمي المرادف
- Phalaris picta (L.) Sloboda.